# Don Abney
John Donald „Don“ Abney (* 10. März 1923 in Baltimore, Maryland; † 20. Januar 2000 in Los Angeles, Kalifornien) war ein US-amerikanischer Jazz-Pianist.

## Leben
Abney studierte zunächst privat in Baltimore. Nach der Militärzeit, während der er als Hornist in der Militärkapelle tätig war, spielte er zunächst bei Buddy Johnson 1946 und zog dann nach New York, wo er an der Manhattan School of Music Piano und Harmonielehre studierte. Er spielte dann bei Wilbur de Paris 1948/49 Dixieland Jazz. In den 1950ern arbeitete er als Solopianist (1950/51) und bei Bill Harris/Kai Winding, mit Chuck Wayne 1952 und Oscar Pettiford 1952, danach mit Sy Oliver, Thelma Carpenter und Louie Bellson. 1955 hatte Abney einen Auftritt in dem Film Pete Kelly's Blues. Mit seinem Studioorchester, in dem u. a. Al Cohn, Joe Wilder, Barry Galbraith und Milt Hinton spielten, begleitete er 1957 Marilyn Monroe auf ihrem Album Moody.
Mit Jazz at the Philharmonic tourte er mehrfach durch Europa. Er ist mit zahlreichen großen Interpreten des Jazz, wie z. B. Louis Armstrong, Ella Fitzgerald, Sarah Vaughan, Oscar Pettiford, Carmen McRae oder Betty Carter aufgetreten. Ab 1960 war er als Studiomusiker beim Sender NBC tätig; 1962 zog er nach Los Angeles, wo er bei Benny Carter, Stan Kenton (1966) und verschiedenen Studiobands spielte. Von 1969 bis 1971 leitete er ein Trio; in den 1970er Jahren arbeitete er als musikalischer Direktor für Rosemary Clooney. 1980 übersiedelte er nach Japan, wo er nahezu ein Jahrzehnt als Pianist tätig war. Wegen Krankheit musste er seine aktive Musikertätigkeit 1993 aufgeben; erst kurz vor seinem Tod kehrte Abney in die Vereinigten Staaten zurück.
Don Abney wirkte auch an Aufnahmen von Eddie South (1947), Al Sears (Swings the Thing!, 1960) und Carol Sloane (1982) mit. Er ist nach Ansicht von Leonard Feather und Ira Gitler von Nat Cole, Ellis Larkins und Art Tatum beeinflusst.

## Lexikalischer Eintrag
- Leonard Feather, Ira Gitler: The Biographical Encyclopedia of Jazz. Oxford University Press, New York 1999, ISBN 0-19-532000-X.

| Personendaten    | Personendaten                                |
| ---------------- | -------------------------------------------- |
| NAME             | Abney, Don                                   |
| ALTERNATIVNAMEN  | Abney, John Donald (wirklicher Name)         |
| KURZBESCHREIBUNG | US-amerikanischer Jazzpianist                |
| GEBURTSDATUM     | 10. März 1923                                |
| GEBURTSORT       | Baltimore, Maryland, Vereinigte Staaten      |
| STERBEDATUM      | 20. Januar 2000                              |
| STERBEORT        | Los Angeles, Kalifornien, Vereinigte Staaten |